# Macrenches
Macrenches is een geslacht van vlinders van de familie tastermotten (Gelechiidae).

## Soorten
- M. clerica (Rosenstock, 1885)
- M. eurybatis Meyrick, 1904